# Pothyne griseomarmorata
Pothyne griseomarmorata là một loài bọ cánh cứng trong họ Cerambycidae.